# Ясеновец (Болгария)
Ясеновец (болг. Ясеновец) — село в Болгарии. Находится в Разградской области, входит в общину Разград. Население составляет 2642 человека (2010 год).
Село находится в 10 км от Разграда и в 24 км от Испериха. Неподалёку расположены ещё два села: Черковна в 5 км севернее и Мортагоново в 6 км южнее.

## История
Прежнее название деревни Душтубак, которое было дано по названию железнодорожной станции первой железнодорожной линии в Болгарии Русе — Варна. В 1937 году название села было изменено путём перевода с турецкого на болгарский язык. Согласно деревенской легенде, селянин потерял свою лошадь и нашёл её у родника, где сейчас стоит большой отделанный камнем источник (Коджа-Чешма), позднее там, близ источника, и было основано село, а название села связано с тем, что в округе были ясеневые леса (ясень - тур. Dişbudak). Первые упоминания о селе относят к середине XIX века.

## Население
По данным переписи населения 2011 года в селе проживали 2352 жителя.
Национальный состав населения села:
| Национальность  | Чел. | %     |
| --------------- | ---- | ----- |
| турки           | 1310 | 59,3% |
| цыгане          | 766  | 34,7% |
| не определились | 82   | 3,7%  |
| Всего опрошено  | 2209 |       |

## Политическая ситуация
В местном кметстве Ясеновец, в состав которого входит Ясеновец, должность кмета (старосты) до 2011 года исполнял Гюлджан Хасанов Хасанов (коалиция в составе 5 партий: Демократы за сильную Болгарию (ДСБ), Земледельческий народный союз (ЗНС), Демократическая партия (ДП), Союз свободной демократии (ССД), Союз демократических сил (СДС)), с 2011 года кметом является Гюлджан Ахмедов (СДС, ДСБ) по результатам выборов правления кметства.